# Daniane Jawad
Daniane Jawad (Khouribga, 14 aprile 1986) è un ex calciatore marocchino con cittadinanza italiana, di ruolo centrocampista.

## Caratteristiche tecniche
È un esterno sinistro.